# Bilaspur (distrikt i Himachal Pradesh)
Bilaspur (hindi: बिलासपुर) er et distrikt i den indiske delstat Himachal Pradesh. Distriktets hovedstad er Bilaspur. 

## Demografi
Ved folketællingen i 2011 var der 382,056 indbyggere i distriktet, mod 340,885 i 2001. Den urbane befolkningen udgør 6,58 % af befolkningen.
Børn i alderen 0 til 6 år udgjorde 10,89 % i 2011 mod 12,58 % i 2001. Antallet af piger i den alder per tusinde drenge er 893 i 2011 mod 882 i 2001.